# 最終章 (小紅莓合唱團專輯)
《最終章》，是爱尔兰另类摇滚樂團小紅莓樂隊的第八張，也是最後一張由小紅莓樂隊製作的專輯。《最終章》於2019年4月26日，由BMG 音樂版權管理公司發行。它是樂隊主音多洛丝·奥瑞沃丹在2018年1月15日意外過身後，首張發行的專輯。

## 歌曲名單
1. "All Over Now" – 4:16
2. "Lost" – 4:00
3. "Wake Me When It's Over" – 4:12
4. "A Place I Know" – 4:26
5. "Catch Me If You Can" – 4:38
6. "Got It" – 4:02
7. "Illusion" – 4:07
8. "Crazy Heart" – 3:25
9. "Summer Song" – 3:34
10. "The Pressure" – 3:22
11. "In the End" – 2:57

## 外部連結
- 官方网站